# کنت باینبریج
کنت باینبریج (انگلیسی: Kenneth Bainbridge؛ زاده ۲۷ ژوئیهٔ ۱۹۰۴ درگذشته ۱۴ ژوئیهٔ ۱۹۹۶) یک فیزیک‌دان اهل ایالات متحده آمریکا بود.